# FC Alpendorada
Der Futebol Clube de Alpendorada  ist ein portugiesischer Fußballverein aus Alpendurada e Matos.

## Geschichte
Der 1960 gegründete FC Alpendorada spielte lange Zeit nur im regionalen Ligabereich. Zur Spielzeit 1993/94 schaffte der Klub den Aufstieg in die viertklassige Terceira Divisão, verpasste als Drittletzter den Klassenerhalt. Nach dem Wiederaufstieg zwei Jahre später folgte der Abstieg im zweiten Jahr der Viertklassigkeit. Bei der Rückkehr in der Spielzeit 2008/09 erfolgte für die Mannschaft der direkte Wiederabstieg. Nach dem direkten Wiederaufstieg hielt sie sich dieses Mal zwei Spielzeiten in der Spielklasse, ehe sie 2012 erneut abstieg.
Nach mehreren Jahren im regionalen Ligabereich schaffte der FC Alpendorada 2022 den Aufstieg in die nun viertklassige Campeonato de Portugal, verpasste aber den Klassenerhalt. 2024 folgte der direkte Wiederaufstieg.